# Hysten Festival
Hysten Festival er en tidligere musikfestival, som startede tilbage i 2002 hjemme i baghaven hos en af stifterne i Odder. Den blev til en musikfestival for hele familien med navne som: Magtens Korridorer, Carpark North, Outlandish, Burhan G, Xander mm. på repertoiret.
Festivalen blev arrangeret af Hysten Event Forening og havde i sine bedste år ca. 2.000 besøgende. I 2013 var hovednavnene  bl.a. Dodo and the Dodos, Die Herren og Magtens Korridorer.

## Økonomi
Festivalen har gennem årene haft økonomiske problemer, og efter 2013-udgaven blev den endeligt lukket. Dette år var kun 400 ud af 1000 billetter solgt på forhånd, og underskuddet lød på 130.000 kr.
De senere års økonomiske resultater:
- 2007: i nul
- 2008: -80.000 kr.
- 2009: aflyst
- 2010: -35.000 kr.[5]
- 2011: i nul
- 2012: 50.000 kr.
- 2013: -130.000 kr.
- 2014: aflyst[6]